# Petar Beron
Peter Beron (Kotel, c. 1799 – 21 de março de 1871) foi um educador búlgaro.
Autor da primeira cartilha búlgara moderna para fins educacionais, mais conhecida como a Cartilha do Peixe. É assim chamado pelo golfinho pintado no final do livro. Beron também é chamado de "o pai da Bulgária moderna". 
Sua cartilha foi publicada em Brasov, onde ele também foi assessor de Anton Pann.